# 酒と泪と男と女
『酒と泪と男と女』（さけとなみだとおとことおんな）は、1975年に発売された河島英五とホモ・サピエンスのデビュー・アルバム『人類』に収録された楽曲であり、翌1976年に河島がソロ名義で初めて発売した楽曲。

## 概要
河島英五とホモサピエンス名義で1975年11月25日にシングルカットされ（『てんびんばかり』B面）、翌1976年6月25日に河島のソロ名義でシングルとしてリリースされヒット。シングル発売の翌年1977年に発売した1stソロアルバム「信望」にはシングルとは別の歌詞が"涙は見せられないもの"で終わりサビのリフレインがない。アレンジはシングルと同じく宮本光雄が手掛ける。また1993年にシングル用に新たに録音され、"‘93シングルヴァージョン"と区別される等幾度か再録音される
河島の代表曲として知られ、フォークソングのコンピレーションアルバムにも取り上げられて収録される事がある名曲である。
作詞・作曲は河島による。『酒と泪と男と女』は、清酒「黄桜」のCMソングとして、B面の『てんびんばかり』は、TBSテレビ系テレビドラマ『3年B組金八先生』第1シリーズ第1話の挿入歌として使われた。
1981年、SMSレコードよりジャケットを変更、B面を「仁醒（一枚の絵）」に差し替え再リリース（規格品番：SR07-9)。
河島は、生前一度だけ「第42回NHK紅白歌合戦」（1991年）に出場したが、この曲は歌っていない。河島が急逝した2001年の「第52回NHK紅白歌合戦」では河島の親友、堀内孝雄が生前の河島の映像をバックに本曲を歌った。その堀内の歌唱前、客席で観覧していた河島の息子・翔馬から「堀内さん、ありがとう!」の大きな声が上がると堀内は男泣きしつつ「お前が好きだった龍馬には会えたか?もう何も言うまい…さらば英五」、歌唱終了後に「英五、有難う!」と絶叫する場面があった。
2015年3月22日よりJR西日本大阪環状線桃谷駅の発車メロディに桃谷に縁のある河島の曲として本曲が使用されている。
長男・翔馬によると、英五が18歳の時に、親戚が100人以上集まる法事で、親戚が飲み食いする様子を見て作詞・作曲したとのこと。自分の経験ではないので「～でしょう」になっている。
大相撲の元関脇・寺尾常史（後の20代年寄錣山） は生前当楽曲をカラオケにおける自身の十八番として、自身が錣山部屋の師匠を勤めていた時期には弟子たちの前で歌唱したこともあった。2023年12月17日に寺尾が死去した後、初めて迎えた本場所（2024年1月場所）の千秋楽終了後の錣山部屋打上げ会では、元小結・豊真将（19代立田川→21代錣山）、関脇・阿炎をはじめとする弟子たちが壇上に立ち、寺尾を偲び当楽曲を合唱した。

## 収録曲
作詞・作曲：河島英五／編曲：宮本光雄
1. 酒と泪と男と女
2. てんびんばかり

## カバー
- 萩原健一 - 1975年、アルバム『惚れた』収録
- 中村雅俊 - 1977年、アルバム『辛子色のアルバム』収録
- 団しん也とパロディー・シスターズ - 1978年、シングル「ロック・トンデレラ〜買ってから聴くか!聴いてから買うか!〜」。メドレーの一曲として歌唱。
- 森進一 - 1979年 - アルバム『新宿・みなと町』収録
- 西城秀樹 - 1981年 - アルバム『HIDEKI SONG BOOK』収録
- BORO - 1988年、アルバム『love&tears-BORO BEST SELECTION』収録
- 清水健太郎 - 1991年、アルバム『first』収録
- ロス・カルカス - 1991年、カセット『Tecno Andino』収録（スペイン語訳）
- 天童よしみ - 1994年、アルバム『天童節 昭和演歌名曲選 第十六集』収録
- 細川たかし - 1995年、アルバム『ポップス歌謡の全て』収録
- 木村健吾 - 2001年、ミニアルバム『稲妻伝説 LEGEND of KENGO KIMURA』収録
- アナム&マキ - 2002年、シングル「ファイト!」収録
- ちあきなおみ - 2003年、アルバム『VIRTUAL CONCERT 2003 朝日のあたる家』収録
- 柏原芳恵 - 2007年、アルバム『encore』収録
- 大友康平 - 2008年、アルバム『J-STANDARD 70’S』収録
- 藤田恵美 - 2008年、アルバム『ココロの食卓 〜おかえり愛しき詩たち〜』収録
- 清水節子 - 2009年、アルバム『おとこ唄』収録
- 五木ひろし - 2009年、アルバム『フォークソングス』収録
- 八代亜紀 - 2009年、アルバム『名曲カバー傑作撰』収録
- 吉幾三 - 2012年、アルバム『あの頃の青春を詩う』収録
- 高田みづえ - 2012年、アルバム『青春カバーソング フォーク編~彼女が彼を歌ったら~』収録
- 余貴美子 - 2012年、映画『愛と誠』挿入歌。アルバム『映画 愛と誠 オリジナル・サウンドトラック』収録
- 鳥羽一郎 - 2013年、アルバム『時代の歌 Dragon Edition』収録
- 島津亜矢 - 2013年、アルバム『SINGER 2』収録
- EXILE ATSUSHI - 2014年、 DVD『EXILE ATSUSHI SPECIAL SOLO LIVE in HAWAII』収録
- 髙橋真梨子 - 2015年、カバー・アルバム『ClaChic -クラシック-』収録
- 青紀ひかり - 2015年、カバー・アルバム『Otokouta』収録
- パク・ジュニョン - 2016年、アルバム『さよならは言わせない』収録
- 荒くれ者（稲田徹） - 2017年、アルバム『TVアニメ『この素晴らしい世界に祝福を! 2』キャラクターソングアルバム「十八番尽くしの歌宴に祝杯を!」』収録
- 山口かおる - 2019年、アルバム『山口かおる歌謡曲集3 〜VOICE〜』収録